# Foughala
Foughala (în arabă فوغالة) este o comună din provincia Biskra, Algeria.
Populația comunei este de 12.488 de locuitori (2008).